# Crazy Stone
Crazy Stone est un logiciel capable de jouer au go développé par Rémi Coulom, un informaticien français. C'est un des premiers programmes informatiques de go à utiliser une variante de la méthode de Monte-Carlo. En janvier 2012 Crazy Stone était classé 5 dan sur KGS et en mars 2014 à 6 dan.

## Historique
Rémi Coulom commence l'écriture de Crazy Stone en juillet 2005, et incorpore l'algorithme Monte Carlo dans sa conception. Les premières versions sont tout d'abord disponibles au téléchargement en freeware sur son site web. La reconnaissance de combinaisons et la recherche sont ajoutés en 2006, et cette même année Crazy Stone participe à son premier tournoi, remportant une médaille d'or dans une compétition sur un plateau 9×9 aux 11e Computer Olympiad (en). Coulom fit concourir son programme aux 12e Computer Olympiad l'année suivante et remporte la médaille de bronze sur la compétition 9×9 et la médaille d'argent sur celle du 19×19 (taille officielle d'un goban).
L'exploit principal de Crazy Stone est d'avoir battu Kaori Aoba, un joueur professionnel japonais 4 dan, dans une partie avec un handicap de 8 pierres en 2008. De ce fait, il devient le premier programme à battre un joueur professionnel en activité au Japon avec un handicap inférieur à neuf pierres. Trois mois plus tard, le 12 décembre 2008, Crazy Stone bat Aoba à nouveau dans un match avec handicap de 7 pierres
En mars 2013, Crazy Stone bat Yoshio Ishida, un Japonais 9 dan, dans un match sur un plateau 19×19 avec quatre pierres de handicap.
Le 21 mars 2014, à la seconde compétition annuelle Densei-sen, Crazy Stone bat Norimoto Yoda, un joueur professionnel japonais 9 dan, sur un plateau 19×19 avec quatre pierres de handicap avec une marge de 2,5 points,.

## Statistiques
- 29/05/2006 - Médaille d'or dans un tournoi 9x9 aux 11e Computer Olympiad, Turin[2],[7].
- 01/06/2006 - Cinquième place au tournoi 19×19 aux 11e Computer Olympiad, Turin[2].
- 13/06/2007 - Médaille de bronze au tournoi 9×9 aux 12e Computer Olympiad, Amsterdam[2].
- 17/06/2007 - Médaille d'argent au tournoi 19×19 aux 12e Computer Olympiad, Amsterdam[2].
- 02/12/2007 - Remporte la première Computer Go Cup de l'université d'électro-communication[8]
- 04/09/2008 - Bat Kaori Aoba dans un match avec huit pierres de handicap[1].
- 14/12/2008 - Remporte la deuxième Go UEC Cup[8].
- 14/12/2008 - Bat Kaori Aoba dans un match avec sept pierres de handicap[1].
- 29/11/2009 - Termine neuvième au troisième Go UEC Cup[8].
- 21/03/2014 - Bat Norimoto Yoda sur un plateau 19x19 avec quatre pierres de handicap[5]